# 洪宗熠
洪 宗熠（こう そうゆう、ホン ゾンイー、1969年〈民国58年〉1月27日 - ）は、中華民国（台湾）の政治家。民主進歩党所属の元立法委員。

## 経歴
2002年の彰化県議員選挙で初当選した。その後再選され、4期務める。
2016年の第9回立法委員選挙では彰化県第三選挙区から出馬し、立法委員を2期務めた国民党候補の鄭汝芬を6000票の僅差で破り、初当選した。
2020年の第10回立法委員選挙では再選を目指して出馬したが、鄭汝芬の娘である謝衣鳳に敗れた。
2020年5月28日、行政院中部連合サービスセンター副執行長に任命された。

## 選挙記録
| 年度 | 選挙                 | 選挙区           | 所属政党   | 得票数 | 得票率 | 当選 | 注釈 |
| ---- | -------------------- | ---------------- | ---------- | ------ | ------ | ---- | ---- |
| 2002 | 第15回彰化県議員選挙 | 第八選挙区       | 民主進歩党 | 7,176  | 11.00% |      |      |
| 2005 | 第16回彰化県議員選挙 | 第八選挙区       | 民主進歩党 | 8,524  | 12.60% |      |      |
| 2009 | 第17回彰化県議員選挙 | 第八選挙区       | 民主進歩党 | 15,712 | 24.31% |      |      |
| 2014 | 第18回彰化県議員選挙 | 第八選挙区       | 民主進歩党 | 12,483 | 18.17% |      |      |
| 2016 | 第9回立法委員選挙    | 彰化県第三選挙区 | 民主進歩党 | 75,609 | 44.58% |      |      |
| 2020 | 第10回立法委員選挙   | 彰化県第三選挙区 | 民主進歩党 | 83,380 | 43.79% |      |      |